# إريك كونغ
إريك كونغ (بالصينية: 鄺海峰) هو سائق سيارة سباق صيني، ولد في 23 أكتوبر 1982 في هونغ كونغ في الصين.

## روابط خارجية
- إريك كونغ على موقع DriverDB.com (الإنجليزية)